# アラビアンコースト
アラビアンコースト (Arabian Coast) とは、東京ディズニーシー (TDS) にあるテーマポートの一つである。

## 概要
ディズニー映画『アラジン』に登場するランプの魔人「ジーニー」が魔法によって生み出した、魔法と神秘に包まれたアラビアンナイトの世界。サルタン王とジャスミン王女の住む『宮殿の中庭』のエリアと、活気があふれる『市場』、要塞風の建物がそびえ立つ『波止場』のエリアからなる。
宮殿を模した建物が軒を連ね、「マーメイドラグーン」および「ロストリバーデルタ」と繋がっている。

## 施設

### アトラクション
- ジャスミンのフライングカーペット
- シンドバッド・ストーリーブック・ヴォヤッジ
- マジックランプシアター
- キャラバンカルーセル

### エンターテイメント
- トレッキング・ミュージシャンズ

### ショップ
- アグラバーマーケットプレイス
- アブーズ・バザール

### レストラン
- カスバ・フードコート
- サルタンズ・オアシス
- オープンセサミ
  - 店名は『開けゴマ』を英語訳したもの。

### サービス施設
レストルーム
- 「サルタンズ・オアシス」付近
- 「キャラバンカルーセル」横

公衆電話
- 「サルタンズ・オアシス」付近
- 「キャラバンカルーセル」横

メールボックス
- 「アグラバーマーケットプレイス」横

灰皿設置場所
- アラビアンコースト「オープンセサミ」と「カスバ・フードコート」の間

### クローズした施設

#### クローズしたショップ
- アブーズ・スウィート

## トリビア
橋
- キングダムブリッジ
  - 宮殿の中庭入口前にかかる橋。マーメイドラグーンに繋がる。

その他
- アラジンに登場する悪役ジャファーのショップがあるが、国王（サルタン）の命令により、営業を停止している[1]。
- 街中にある竃は、夕刻以降に鍛冶作業をする赤い鍛冶の魔人が現れたり消えたりする[1]。
- 石壁の中に世界地図を模した模様のものがある[1]。

### 参考資料
- 『ディズニーリゾート物語』23号 - アラビアンコースト、『マジックランプシアター』特集